# Вальбуза, Фульвио
Фульвио Вальбуза (итал. Fulvio Valbusa) (род. 15 февраля 1969 года в Вероне) — известный итальянский лыжник, олимпийский чемпион 2006, неоднократный призёр чемпионатов мира.

## Спортивная карьера
Высшим достижением Фульвио Вальбуза на закате карьеры стала победа на домашней олимпиаде 2006 в Турине в составе эстафеты 4×10 км. До этого он участвовал в 3 олимпиадах 1994, 1998 и 2002 годов, где завоевал серебряную медаль в эстафете 4×10 км и занял три 5-х места в индивидуальных гонках на олимпиаде 1998 в Нагано.
На чемпионатах мира Фульвио Вальбуза выиграл 2 индивидуальные награды: серебряную в 2005 году в Оберстдорфе на дистанции 15 км свободным стилем и бронзовую в 1999 году в Рамзау в комбинированной гонке преследования на дистанции 10+15 км. В составе эстафетной четверки он ещё трижды становился бронзовым призёром в 1995, 1997 и 1999 годах.
В сезоне 1996/1997 Фульвио Вальбуза занял 3 место в общем зачёте Кубка мира. Всего на его счету 2 победы и 13 подиумов на этапах Кубка в личных гонках.
Его сестра Сабина Вальбуза также является известной итальянской лыжницей.